# Naselje
Naselje, ljudska naseobina, antropogeografska teritorijalna jedinica, čija je osnovna podjela na:
1. Selo, čije se stanovništvo pretežno bavi stočarstvom i ratarstvom, tj. primarnim djelatnostima (ruralno naselje), a koje može biti, zavisno od terena:
a) zbijenog tipa
b) raštrkanog tipa (karakteristična npr. za brdovita područja)
c) naselja u nizu, koja se pružaju niz ulicu.
2. Grad, urbano naselje čije se stanovništvo bavi nepoljodjelskim djelatnostima, odnosno u industriji, obrazovanju, prometu i raznim uslužnim djelatnostima, to su sekundarne, tercijarne i kvartalne djelatnosti, njemu gravitiraju i prigradska naselja. Gradsko naselje u sebi sadržava stambene, javne, industrijske, športske, gospodarske i komunikacijske objekte, te uz njih obilježavaju i drugi prateći objekti kao: parkovi, groblja i kulturni i povijesni spomenici.
Već prema drugim fenomenima, tip naselja može biti uvjetovan i nacionalnom posebnošću, stanjem privrednog razvoja kao i prirodnim bogatstvima. Takozvano mješovito naselje uvjetovano je blizinom grada, u kojem znatan dio stanovništva napušta poljoprivredu i stočarstvo te odlazi na rad u grad gdje se bave sekundarnim, kvartalnim i tercijarnim djelatnostima.
Tipovi gradova i sela kakve danas nalazimo diljem svijeta su: europski ili srednjoeuropski, anglo-američki, istočnoeuropski, južno-europski, latinskoamerički, orijentalni, indijski i istočno-azijski.

## Naselja u Hrvatskoj
Naselje u Hrvatskoj ime je za treću razinu prostorne podjele države. Općine i gradovi sastoje se od jednog ili više naselja, a više općina i gradova čini županije. 

## Vanjske poveznice

### Sestrinski projekti
|  | Zajednički poslužitelj ima još gradiva o temi naselja |

### Mrežna mjesta
- LZMK / Hrvatska enciklopedija: naselje
- LZMK / Proleksis enciklopedija: naselje